# Strade Bianche 2023
De Italiaanse wielerwedstrijd Strade Bianche werd in 2023 verreden op zaterdag 4 maart. Voor de mannen was het de zeventiende editie en voor de vrouwen de negende. In 2022 won de Sloveen Tadej Pogačar bij de mannen en de Belgische Lotte Kopecky bij de vrouwen. Zij werden respectievelijk opgevolgd door de Brit Tom Pidcock en de Nederlandse Demi Vollering op de erelijst.

## Mannen
De koers bij de mannen is onderdeel van de UCI World Tour 2023. De winnaar van 2022, de Sloveen Tadej Pogačar, werd opgevolgd door de Brit Tom Pidcock op de erelijst. Van de 174 renners die van start gingen, finishten er 129.

### Deelnemende ploegen
Er namen 25 ploegen deel. Naast de achttien World Tour-ploegen namen Israel-Premier Tech en Lotto-Dstny beide als startgerechtigde ploegen deel. De UCI ProSeriesteams van EOLO-Kometa, Green Project-Bardiani-CSF-Faizanè, Q36.5, TotalEnergies en Tudor kregen hun wildcard toegewezen door organisator RCS Sport.

### Uitslag
| Plaats  | Naam                 | Ploeg                    | Tijd     |
| ------- | -------------------- | ------------------------ | -------- |
| Winnaar | Tom Pidcock          | INEOS Grenadiers         | 4u31'41" |
| 2       | Valentin Madouas     | Groupama-FDJ             | + 20"    |
| 3       | Tiesj Benoot         | Jumbo-Visma              | + 22"    |
| 4       | Rui Costa            | Intermarché-Circus-Wanty | + 23"    |
| 5       | Attila Valter        | Jumbo-Visma              | z.t.     |
| 6       | Matej Mohorič        | Bahrain-Victorious       | + 34"    |
| 7       | Pello Bilbao         | Bahrain-Victorious       | + 1'04"  |
| 8       | Romain Grégoire      | Groupama-FDJ             | + 1'18"  |
| 9       | Davide Formolo       | UAE Team Emirates        | + 1'23"  |
| 10      | Andreas Kron         | Lotto-Dstny              | + 1'35"  |
| 11      | Aleksej Loetsenko    | Astana Qazaqstan         | + 1'44"  |
| 12      | Quinn Simmons        | Trek-Segafredo           | + 1'46"  |
| 13      | Tim Wellens          | UAE Team Emirates        | z.t.     |
| 14      | Diego Ulissi         | UAE Team Emirates        | z.t.     |
| 15      | Mathieu van der Poel | Alpecin-Deceuninck       | z.t.     |
| 16      | Alex Aranburu        | Movistar Team            | z.t.     |
| 17      | Toms Skujiņš         | Trek-Segafredo           | z.t.     |
| 18      | Michał Kwiatkowski   | INEOS Grenadiers         | z.t.     |
| 19      | Thibaut Pinot        | Groupama-FDJ             | z.t.     |
| 20      | Warren Barguil       | Arkéa-Samsic             | z.t.     |

## Vrouwen
De koers bij de vrouwen was onderdeel van de UCI Women's World Tour 2023 in de categorie 1.WWT. De winnares van 2022, de Belgische Lotte Kopecky, leek op weg naar haar tweede zege op rij, maar werd op de meet geklopt door haar ploeggenote, de Nederlandse Demi Vollering. De Amerikaanse Kristen Faulkner werd na een solo van 40 kilometer op de slotklim door het duo van SD Worx gegrepen en kwam als derde over de streep, maar werd tien dagen later gediskwalificeerd omdat ze een glucosemeter droeg tijdens de wedstrijd.

### Deelnemende ploegen
Er namen 24 ploegen deel; vijf ploegen met vijf rensters en de rest met het maximale aantal van zes rensters. Dertien van de vijftien World Tourploegen namen deel. Van de elf wildcards ging er een naar de Belgische ploeg AG Insurance-Soudal Quick-Step. Van de 139 gestarte rensters behaalden 75 de finish binnen tijd.
| UCI-World Tourteams                                                                                     | UCI-World Tourteams                                                         | UCI-teams |
| --- | --------------------------------------------------------------------------- | --- |
| Canyon-SRAM DSM EF Education-TIBCO-SVB FDJ-Suez Fenix-Deceuninck Israel Premier Tech Roland Jayco AlUla | Jumbo-Visma Liv Racing TeqFind Movistar SD Worx Trek-Segafredo UAE Team ADQ | AG Insurance-Soudal Quick-Step Aromitalia-Basso Bikes-Vaiano BePink Born To Win G20 Ambedo Ceratizit-WNT Cofidis Team Piemonte Pedale Castanese A.S.D. Isolmant-Premac-Vittoria Laboral Kutxa-Fundación Euskadi Team Mendelspeck Top Girls Fassa Bortolo |

### Uitslag
| Plaats  | Naam                                   | Ploeg                          | tijd          |
| ------- | -------------------------------------- | ------------------------------ | ------------- |
| Winnaar | Demi Vollering                         | Team SD Worx                   | 3u50'35"      |
| 2       | Lotte Kopecky                          | Team SD Worx                   | z.t.          |
| 3       | Kristen Faulkner Cecilie Uttrup Ludwig | Team Jayco AlUla FDJ-Suez      | + 10" + 2'01" |
| 4       | Annemiek van Vleuten                   | Movistar Team                  | z.t.          |
| 5       | Puck Pieterse                          | Fenix-Deceuninck               | + 2'15"       |
| 6       | Katarzyna Niewiadoma                   | Canyon//SRAM Racing            | + 2'16"       |
| 7       | Liane Lippert                          | Movistar Team                  | + 2'27"       |
| 8       | Riejanne Markus                        | Jumbo-Visma                    | + 2'36"       |
| 9       | Pfeiffer Georgi                        | Team DSM                       | + 2'39"       |
| 10      | Floortje Mackaij                       | Movistar Team                  | + 2'41"       |
| 11      | Mavi García                            | Liv Racing TeqFind             | + 2'43"       |
| 12      | Ashleigh Moolman-Pasio                 | AG Insurance-Soudal Quick-Step | z.t.          |
| 13      | Ane Santesteban                        | Jayco AlUla                    | z.t.          |
| 14      | Yara Kastelijn                         | Fenix-Deceuninck               | + 2'46"       |
| 15      | Grace Brown                            | FDJ-Suez                       | + 2'51"       |
| 16      | Ricarda Bauernfeind                    | Canyon//SRAM Racing            | z.t.          |
| 17      | Amanda Spratt                          | Trek-Segafredo                 | z.t.          |
| 18      | Špela Kern                             | Cofidis                        | z.t.          |
| 19      | Alice Maria Arzuffi                    | Ceratizit-WNT                  | + 2'55"       |
| 20      | Lauren Stephens                        | EF Education-TIBCO-SVB         | z.t.          |

2007 · 2008 · 2009 · 2010 · 2011 · 2012 · 2013 · 2014 · 2015 · 2016 · 2017 · 2018 · 2019 · 2020 · 2021 · 2022 · 2023 · 2024 · 2025
Tour Down Under ·
Great Ocean Road Race ·
Ronde van de Verenigde Arabische Emiraten ·
Omloop Het Nieuwsblad ·
Strade Bianche ·
Parijs-Nice · 
Tirreno-Adriatico · 
Milaan-San Remo ·
Ronde van Catalonië ·
Classic Brugge-De Panne ·
E3 Saxo Bank Classic ·
Gent-Wevelgem ·
Dwars door Vlaanderen ·
Ronde van Vlaanderen ·
Ronde van het Baskenland ·
Parijs-Roubaix ·
Amstel Gold Race ·
Waalse Pijl ·
Luik-Bastenaken-Luik ·
Ronde van Romandië ·
Eschborn-Frankfurt ·
Ronde van Italië ·
Critérium du Dauphiné ·
Ronde van Zwitserland ·
Ronde van Frankrijk ·
Clásica San Sebastián ·
Ronde van Polen ·
BEMER Cyclassics ·
Renewi Tour ·
Ronde van Spanje ·
Bretagne Classic ·
GP van Quebec ·
GP van Montréal ·
Ronde van Lombardije ·
Ronde van Guangxi
Tour Down Under ·
Cadel Evans Great Ocean Road Race ·
Ronde van de Verenigde Arabische Emiraten ·
Omloop Het Nieuwsblad ·
Strade Bianche ·
Ronde van Drenthe ·
Trofeo Alfredo Binda-Comune di Cittiglio ·
Brugge-De Panne ·
Gent-Wevelgem ·
Ronde van Vlaanderen ·
Parijs-Roubaix ·
Amstel Gold Race ·
Waalse Pijl ·
Luik-Bastenaken-Luik ·
La Vuelta España Femenina ·
Itzulia Women ·
Ronde van Burgos ·
RideLondon Classic ·
Ronde van Zwitserland ·
Giro Donne ·
Tour de France Femmes ·
Ronde van Scandinavië ·
GP de Plouay-Bretagne ·
Simac Ladies Tour ·
Ronde van Romandië ·
Ronde van Chongming ·
Ronde van Guangxi
Afgelaste wedstrijden: The Women's Tour ·
Postnord Vårgårda WestSweden